# Championnat d'Irak de football 2000-2001
Navigation
Saison précédente Saison suivante
La saison 2000-2001 du Championnat d'Irak de football est la vingt-septième édition de la première division en Irak, l' Iraqi Premier League. La compétition se déroule sous la forme d'une poule unique où les seize meilleurs clubs du pays s'affrontent deux fois au cours de la saison, à domicile et à l'extérieur. En fin de saison, les deux derniers du classement sont relégués et remplacés par les six meilleurs clubs de deuxième division.
C'est le club d'Al-Zawra'a SC, double tenant du titre, qui remporte à nouveau le championnat cette saison après avoir terminé en tête du classement final, avec huit points d'avance sur Al Qowa Al Jawia Bagdad et dix sur un duo composé d'Al Shorta Bagdad et de Talaba SC. C'est le dixième titre de champion d'Irak de l'histoire du club.

## Les clubs participants
| - Al-Karkh SC - Al Shorta Bagdad - Najaf FC - Al Nafat Bagdad - Samarra FC - Dohuk SC - Al Difa Al Jawia Bagdad - Ramadi FC | - Samawa FC - Koot FC - Al-Kahraba Bagdad - Al Qowa Al Jawia Bagdad - Al-Zawra'a SC - Talaba SC - Al Mina'a Bassora - Arbil SC |

## Compétition
Le barème de points servant à établir les classements se décompose ainsi :
- Victoire : 3 points
- Match nul : 1 point
- Défaite : 0 point

### Classement
| Rang | Équipe                  | Pts | J  | G  | N  | P  | Bp | Bc | Diff |
| ---- | ----------------------- | --- | -- | -- | -- | -- | -- | -- | ---- |
| 1    | Al-Zawra'a SCT          | 70  | 30 | 23 | 1  | 6  | 80 | 24 | +56  |
| 2    | Al Qowa Al Jawia Bagdad | 62  | 30 | 18 | 8  | 4  | 53 | 24 | +29  |
| 3    | Al Shorta Bagdad        | 60  | 30 | 19 | 3  | 8  | 60 | 26 | +34  |
| 4    | Talaba SC               | 60  | 30 | 17 | 9  | 4  | 42 | 21 | +21  |
| 5    | Dohuk SC                | 55  | 30 | 16 | 7  | 7  | 44 | 24 | +20  |
| 6    | Najaf FC                | 52  | 30 | 15 | 7  | 8  | 31 | 16 | +15  |
| 7    | Al-Karkh SC             | 50  | 30 | 14 | 8  | 8  | 48 | 33 | +15  |
| 8    | Al Difa Al Jawia Bagdad | 48  | 30 | 13 | 9  | 8  | 33 | 29 | +4   |
| 9    | Al Mina'a Bassora       | 40  | 30 | 10 | 10 | 10 | 24 | 26 | -2   |
| 10   | Samarra FC              | 36  | 30 | 10 | 6  | 14 | 34 | 41 | -7   |
| 11   | Al Nafat Bagdad         | 34  | 30 | 8  | 10 | 12 | 32 | 41 | -9   |
| 12   | Arbil SC                | 29  | 30 | 6  | 11 | 13 | 24 | 46 | -22  |
| 13   | Samawa FC               | 26  | 30 | 6  | 8  | 16 | 26 | 37 | -11  |
| 14   | Ramadi FC               | 22  | 30 | 6  | 4  | 20 | 31 | 67 | -36  |
| 15   | Koot FC                 | 12  | 30 | 3  | 3  | 24 | 17 | 55 | -38  |
| 16   | Al Karhaba FC           | 11  | 30 | 3  | 2  | 25 | 17 | 77 | -60  |

|  | Qualification pour la Ligue des champions de l'AFC 2003 |
|  | Relégation directe en deuxième division                 |
|  | T : Tenant du titre                                     |

## Bilan de la saison
| Championnat d'Irak de football 2000-2001 |                                                                                 |
| Champion                                 | Al-Zawra'a SC (10e titre)                                                       |
| Coupes et trophées                       |                                                                                 |
| Vainqueur de la Coupe d'Irak 2000-2001   | Non disputée                                                                    |
| Qualifications continentales             |                                                                                 |
| Ligue des champions de l'AFC 2003        | Al-Zawra'a SC                                                                   |
| Promotions et relégations                |                                                                                 |
| Promus en Iraqi Premier League           | Kirkouk FC Al Sina'a Bagdad Nassriya FC Diwaniya FC Al Kadmiyah Al Jaish Bagdad |
| Relégués en Iraqi Second League          | Koot FC Al Karhaba FC                                                           |